# Poa badensis
Poa badensis là một loài thực vật có hoa trong họ Hòa thảo. Loài này được Haenke ex Willd. miêu tả khoa học đầu tiên năm 1797.

## Hình ảnh

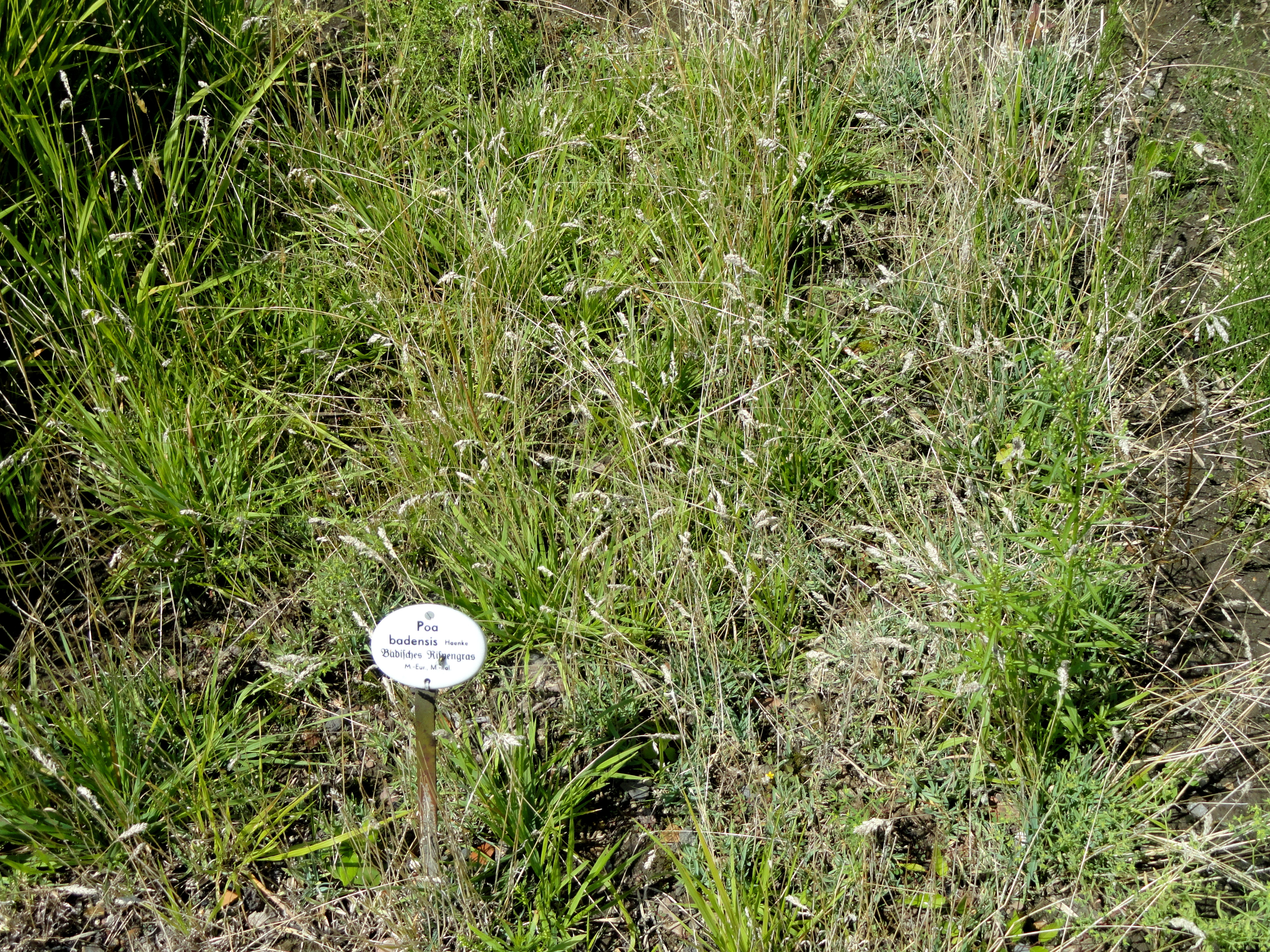
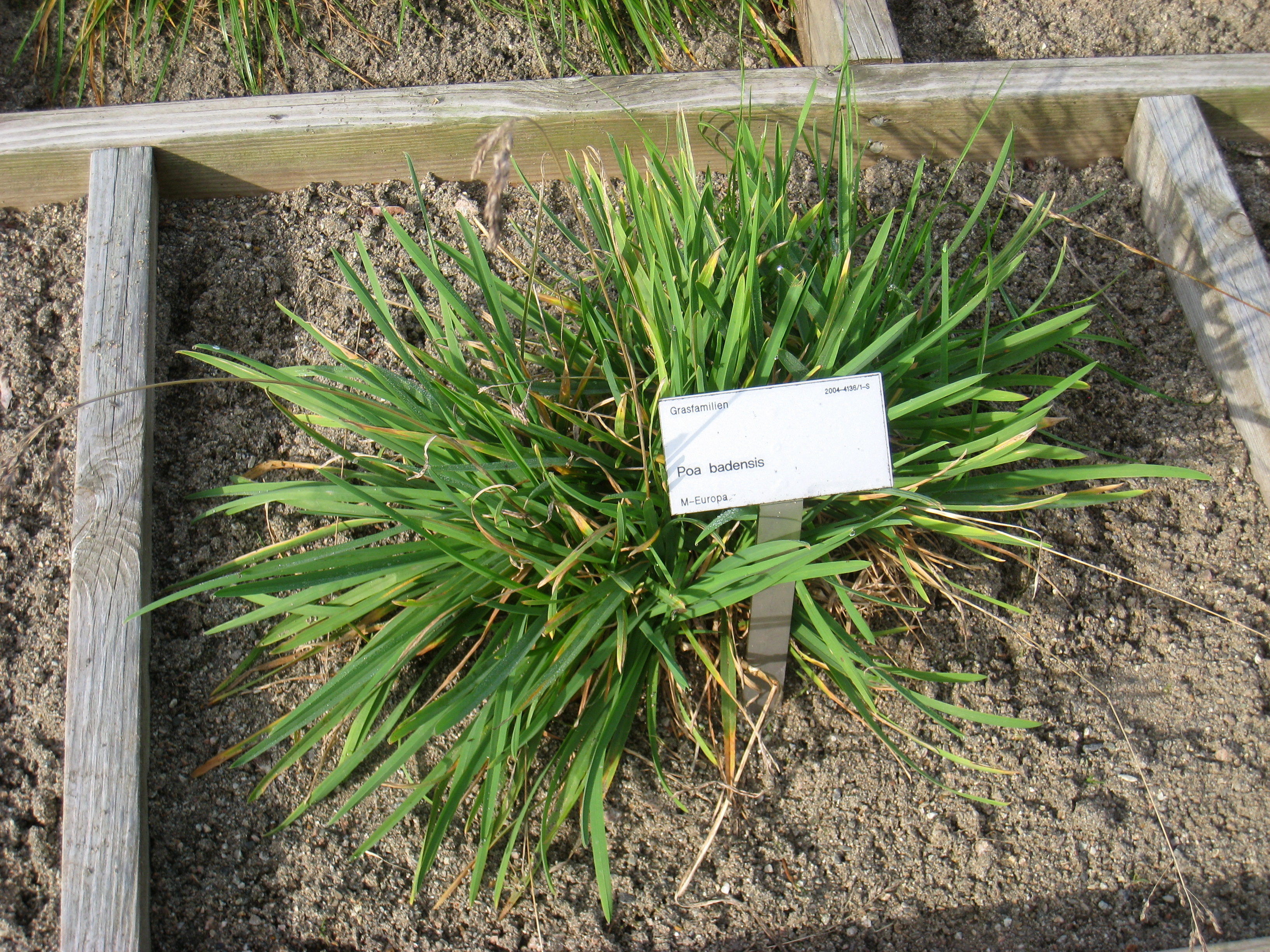
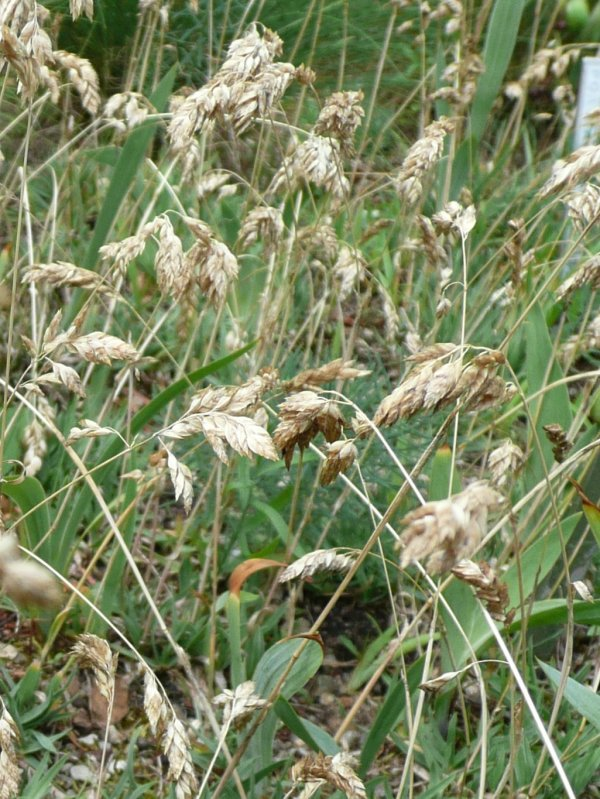